# Tianzifang

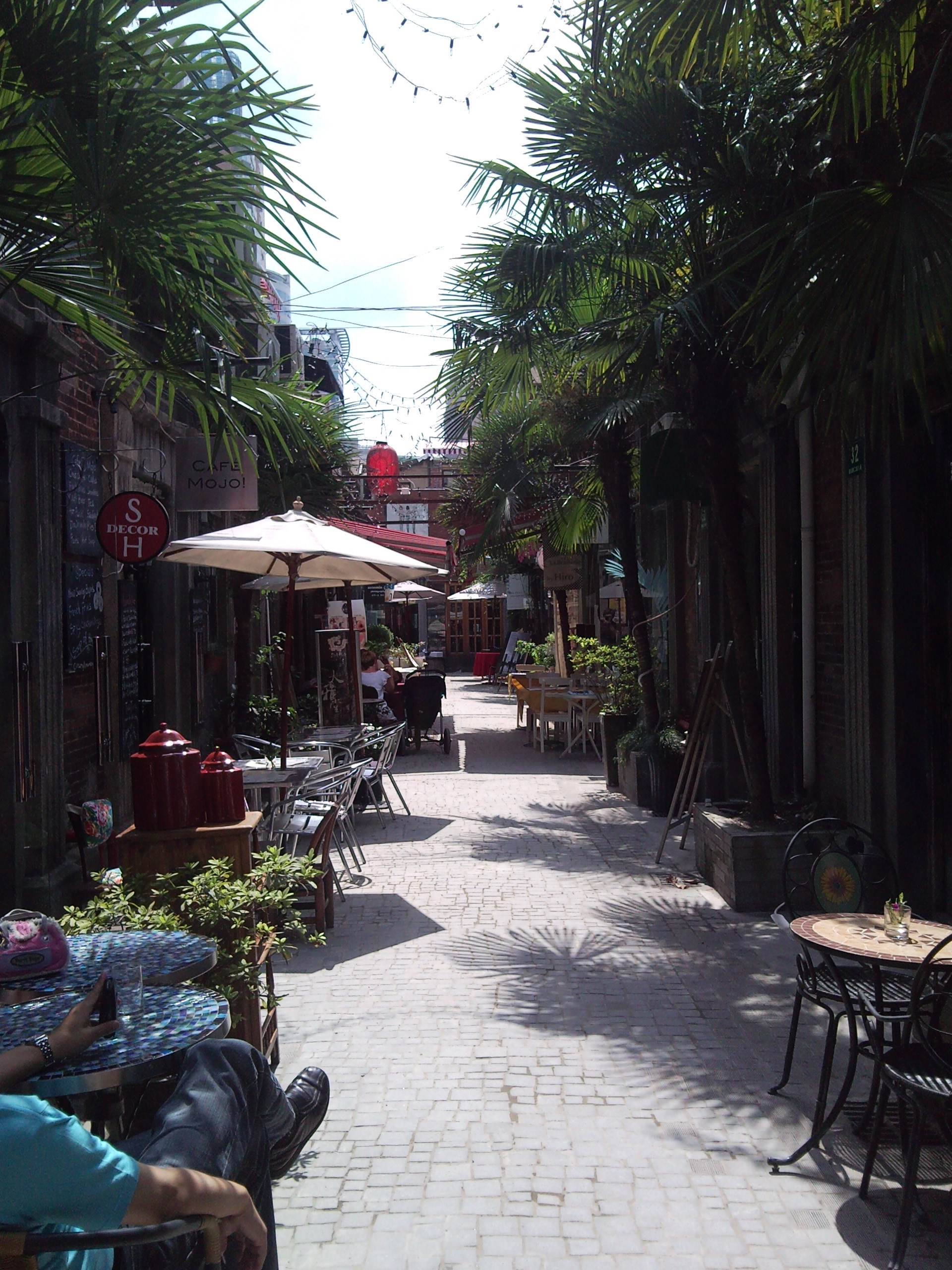
Tianzifang an einem klaren Tag.

Tianzifang (chinesisch 田子坊, Pinyin Tiānzǐfāng; Shanghainesisch: Deedzɿ Fãː) ist ein Künstlerviertel in Form einer Fußgängerzone im Viertel der ehemaligen Französischen Konzession im Distrikt Huangpu in Shanghai. Es ist bekannt für seine engen Gassen, in denen Künstlergeschäfte, Designerstudios, Galerien, Boutiquen, Bars und Cafés zu finden sind. Es ist auch unter dem Namen Taikang Road bekannt und wird hin und wieder mit Xintiandi verglichen, obwohl die Häuser dort eher zerstört und wieder aufgebaut als renoviert wurden.

## Geschichte
Das Viertel besteht hauptsächlich aus Häusern im Shikumen-Stil aus den 1930er Jahren. Der Komplex wurde früher Zhichengfang genannt. Die heutige Fußgängerzone in Tianzifang ist nicht nur der Teil des früheren Zhichengfang, sondern auch die angrenzenden Häuser und Industriegebäude.
Da Tianzifang in der Nähe des östlichen Endes des Zhaojiabang-Kanals und an der südlichen Grenze der Französischen Konzession lag, war es eine für die Massen ausgerichtete Nachbarschaft. 1954 wurde der Kanal befüllt, sodass es dort einen regen Transportaustausch gab. Zhichengfang blieb bis zum letzten Viertel des 20. Jahrhunderts eine gewöhnliche Nachbarschaft, bis niedrige Mieten und die praktische Lage dazu führten, dass Künstler dort ihre Studios eröffneten. 1998 zog der frühere Markt auf Taikang Road in das Viertel.
2001 wurde das Viertel wieder zu einem Künstler- und Kreativenviertel umgestaltet. Zur selben Zeit wurde der Fußgängerzone der Name Tianzifang gegeben. Die Restaurierung von Tianzifang fand in den Jahren 2005 und 2006 statt. Die Entwicklung begann dennoch sehr langsam mit lokalen Händlern, einem Neuseeland-Geschäft, einem japanischen Restaurant und einem Teehaus, die dort zuerst einzogen. Im Jahr 2007 begannen Journalisten, Besucher und lokale Bewohner aus der Nähe das Viertel zu besuchen. Zeitungsartikel und Berichte von lokalen sowie internationalen Medienhäusern, wie z. B. der New York Times, halfen, das Projekt über den Distrikt und die Stadt Shanghai hinaus bekannter zu machen, und zeigten den Unterschied zu den zumeist modernen und kommerziellen Shoppingmalls in Shanghai.

## Lage
Das Viertel besteht aus vielen verwinkelten Gassen, beginnend in der Taikang Road. Es ist weitestgehend verdeckt von anderen Seitenstraßen, und einer der wenigen Eingänge führt von Taikang Road in die Straße 248. Um in das Viertel zu gelangen, geht man ca. 50 Meter durch alltägliche Gegenstände der Anwohner wie z. B. Fahrräder und aufgehängte Wäsche.

## Nahverkehr
Das Viertel Tianzifang ist zu erreichen mit der Shanghai Metro, Line 9, Dapuqiao Station.